# Вулиця Михайла Задніпровського (Київ)
Ву́лиця Миха́йла Задніпро́вського — вулиця в Печерському районі міста Києва, місцевість Печерськ. Пролягає від вулиць Євгена Коновальця та Новогоспітальної до площі Лесі Українки.

## Історія
Утворена під нинішньою назвою 2000 року шляхом виділення в окрему вулицю частини вулиці Щорса (нині — вулиця Євгена Коновальця) від вулиці Кутузова (нині — вулиця Генерала Алмазова) до Новогоспітальної вулиці та частини вулиці Генерала Алмазова від вулиці Щорса до площі Лесі Українки. Названа на честь українського актора, народного артиста України Михайла Задніпровського.

## Зображення

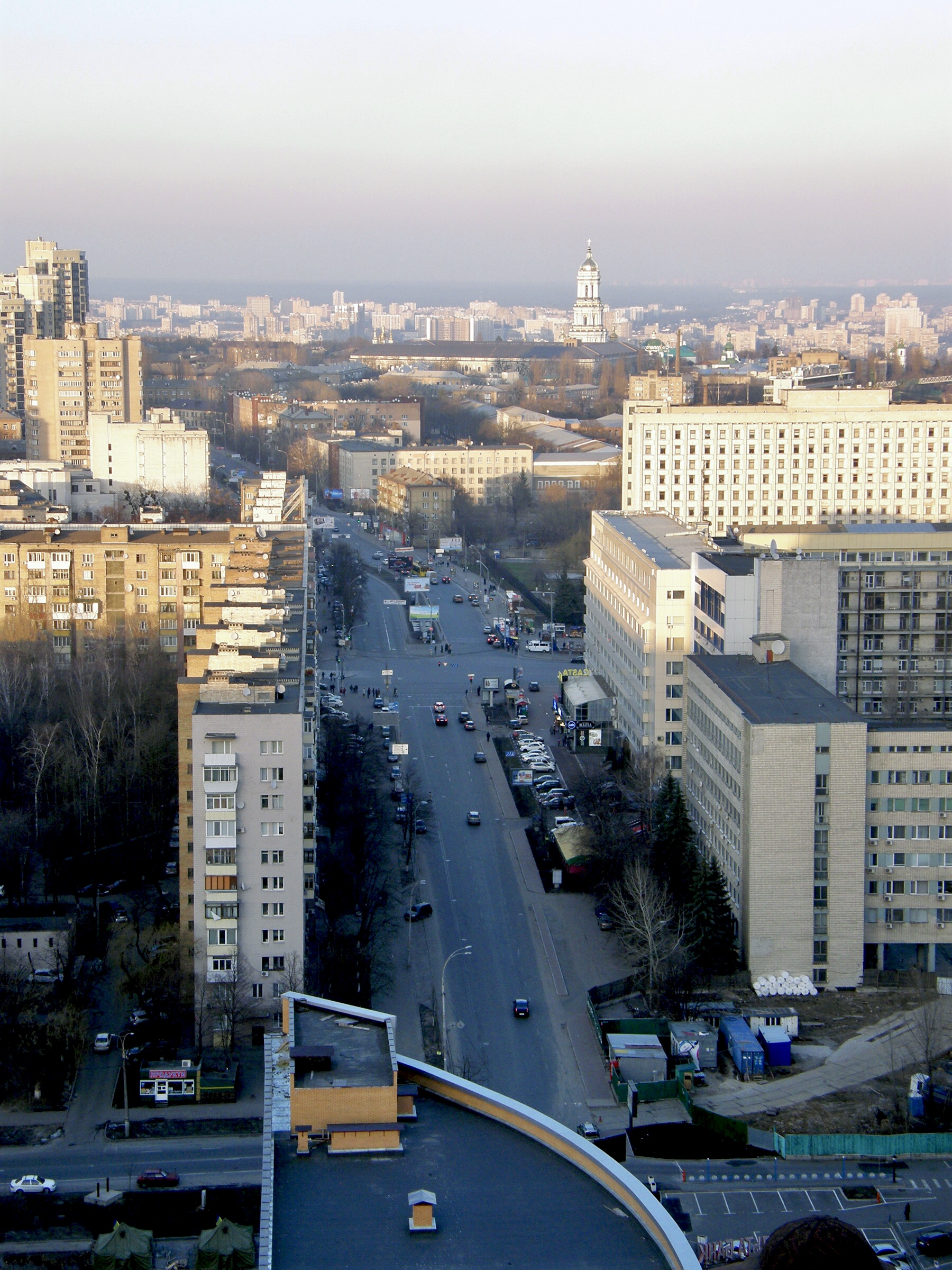
Вулиця Михайла Задніпровського у бік бульвару Лесі Українки
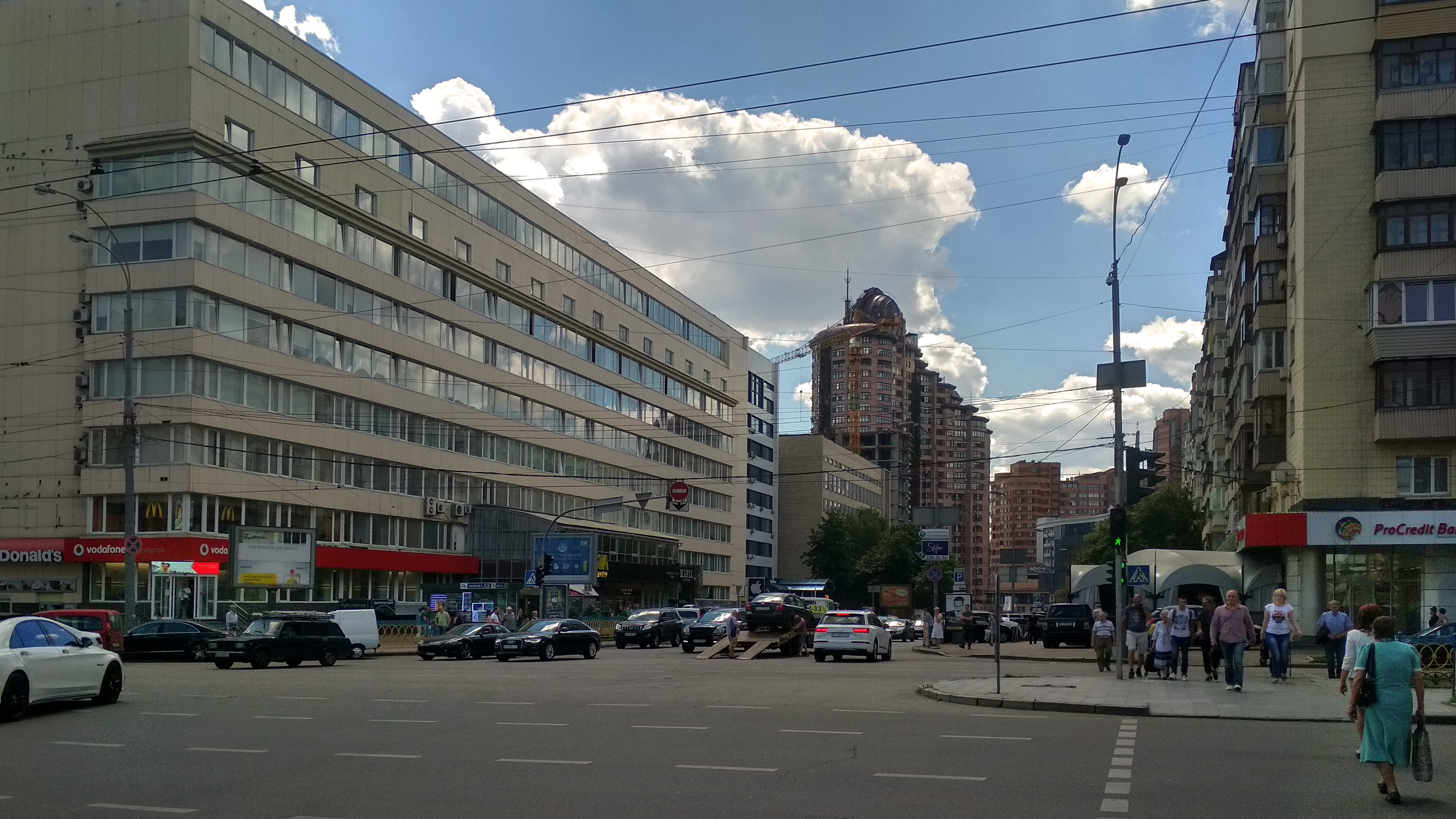
Кінцева частина вулиці. Вигляд з боку бульвару Лесі Українки
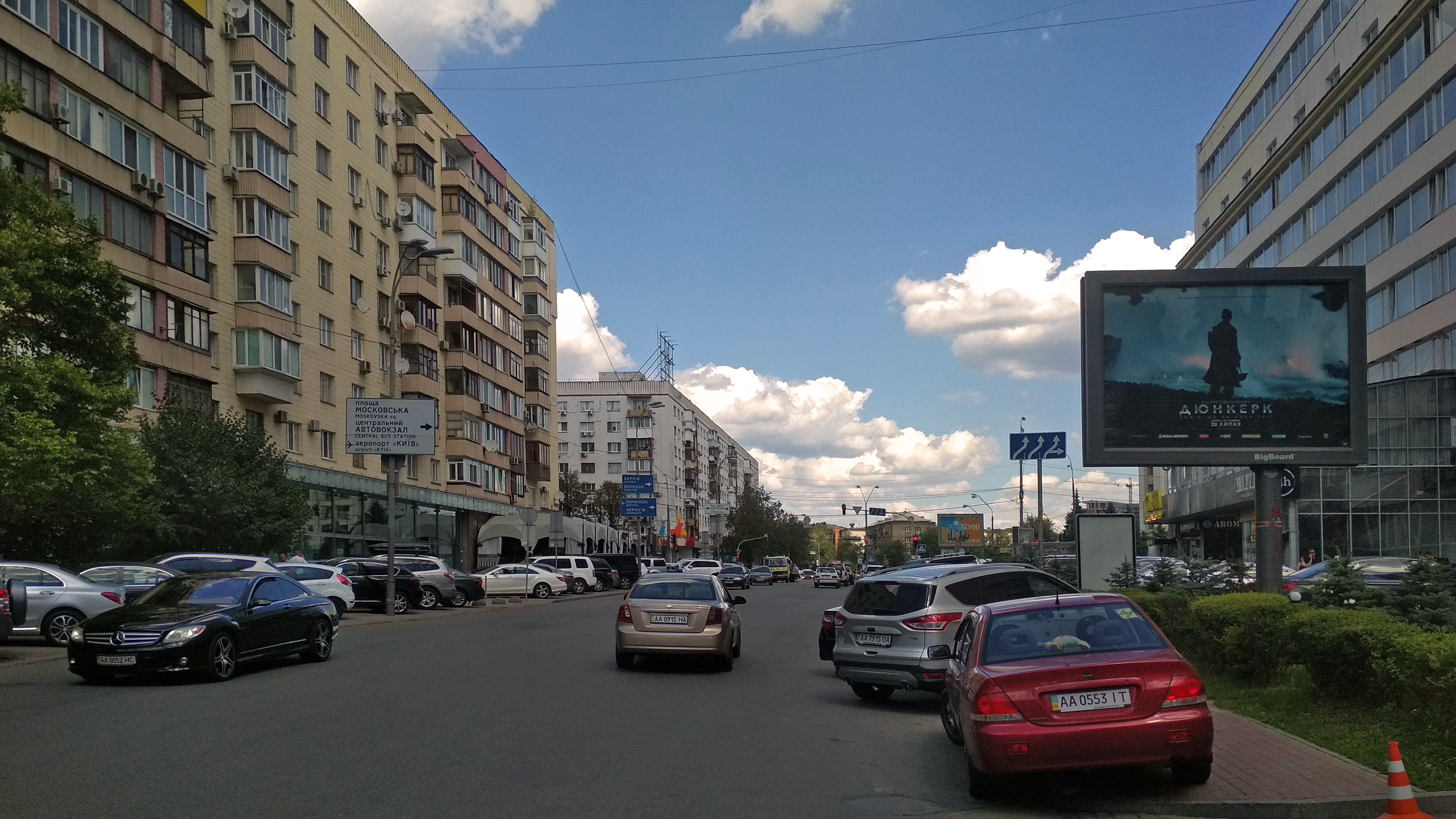
Кінцева частина вулиці. Вигляд у бік бульвару Лесі Українки